# Hugo de León
Hugo Eduardo de León, né le 27 février 1958 à Rivera en Uruguay, est un ancien footballeur puis entraîneur de football uruguayen.

## Biographie
Hugo de León a défendu à 48 reprises les couleurs de son pays entre 1979 et 1990 en tant que défenseur. Avec la Céleste, il a remporté le Mundialito (tournoi rassemblant les pays anciens vainqueurs de la coupe du monde) en 1980, mais à la surprise générale, l'équipe uruguayenne ne se qualifie pas pour la Coupe du Monde en 1982. Il s'est rattrapé ensuite en participant à la Coupe du Monde en 1990.
En club, il a remporté trois fois la Copa Libertadores et deux fois la Coupe Intercontinentale avec le Nacional de Montevideo et le Grêmio de Porto Alegre. L'accumulation de ces succès lui donne une certaine renommée internationale à partir de 1988, où il remporte sa deuxième Coupe Intercontinentale. Lors de ses deux victoires en Coupe Intercontinentale, il était capitaine de son équipe.
Il a été colistier de Pedro Bordaberry et donc candidat à la vice-présidence de l'Uruguay, pour le Parti colorado, lors des élections de 2009.

## Palmarès joueur

### En club
- Vainqueur de la Coupe Intercontinentale en 1983 avec le Grêmio Porto Alegre et en 1988 avec le Nacional
- Vainqueur de la Copa Libertadores en 1980 et en 1988 avec le Nacional et en 1983 avec le Grêmio Porto Alegre
- Vainqueur de la Copa Interamericana en 1988 avec le Nacional
- Vainqueur de la Recopa Sudamericana en 1989 avec le Nacional
- Champion d'Uruguay en 1977, en 1980 et en 1992 avec le Nacional
- Champion du Brésil en 1981 avec le Grêmio Porto Alegre
- Champion d'Argentine en 1990 avec River Plate

### EnÉquipe d'Uruguay
- 48 sélections entre 1979 en 1990
- Vainqueur du Mundialito en 1980
- Participation à la Copa America en 1989 (Finaliste)
- Participation à la Coupe du Monde en 1990 (1/8 de finaliste)

## Palmarès entraîneur

### En club
- Champion d'Uruguay en 1998, en 2000 et en 2001 avec le Nacional